# Letklinker
Letklinker (el. letklinkenødder) er små kugler fremstillede af plastisk ler, der ved høje temperaturer brændes og ekspanderer i en roterovn. Ved ekspansionen indkapsles mange luftlommer, der så hver er omgivet af en keramisk væg (den brændte ler).
Materialet anvendes enten alene som et kapillarbrydende lag eller indstøbt i beton som letklinkerbeton, der fremstilles både som hele vægelementer og mindre blokke.
Produktet har opnået stor udbredelse under handelsnavnet Leca® som også er et registreret varemærke – og Hydroton – hydrofile letklinker egnet til hydrokultur.